# 未払賃金の立替払事業
未払賃金の立替払事業は、賃金の支払の確保等に関する法律第7条の規定によって、倒産した企業について、一定の要件を満たす場合に、独立行政法人労働者健康福祉機構が未払い賃金の一部を立替払いする制度。一般に「未払賃金の立替払制度」と呼ばれる（厚生労働省等もこの表現を用いている）が、これは法律上正式の名称ではない。
会社が倒産した場合、未払いの賃金のうち3か月分は、財団債権として、一般的な債権者よりも、優先的に支払を受けることができる（破産法149条1項）。しかしながら、破産手続等によって、会社の清算が行なわれたとしても、別除権を有する債権者は、その担保物に関して、従業員を含む財団債権者よりも、優先して債権の回収を行なうことができるし、そもそも会社の全財産をもってしても未払い賃金に足りない等の事情で、従業員が完全に賃金の支払を受けることができない場合がある。また、会社が倒産しても、破産等の法的な手続きが行われないことがしばしばあり、このような場合は、従業員は自力で会社の財産を調査し、自ら法的な手段を講じて賃金を確保せざるをえないが、現実には困難である。そこで、一定の要件を満たす場合に、政府が倒産した事業者に代わって、未払い賃金の一部を立替払いするのが、未払賃金の立替払事業である。
以下では、賃金の支払の確保等に関する法律を「法」、賃金の支払の確保等に関する法律施行令を「令」、賃金の支払の確保等に関する法律施行規則を「規則」とそれぞれ表記する。

## 賃金の立替払の要件
賃金の立替払事業によって、労働者健康福祉機構から、未払い賃金の立替払いを受けるには、以下の要件を満たす必要がある。
1. 事業が労働者災害補償保険の適用事業であること（法第7条）
従業員を1人でも雇用している場合は、労働者災害補償保険の適用事業となる（労働者災害補償保険法第3条第1項）。但し、国の直営事業、官公署の事業については、適用とならない。
2. 事業が1年以上継続されていたこと（法第7条、規則第7条）
3. 事業が倒産したこと（法第7条）
ここでいう「倒産」とは
  1. 事業について、破産手続開始決定（法第7条）、特別清算開始の命令、民事再生手続開始決定、会社更生手続開始決定（令第2条第1項）のいずれがなされたこと（以下、「法的な整理」という）
  2. 中小企業については、事業活動が停止し、再開する見込みがなく、かつ、賃金支払能力がないことを労働基準監督署長が認定したこと（令第2条第1項第4号、規則第8条）（以下、「事実上の倒産」という）

をいう（一方の要件のみを満たせばよい）
（注意）事実上の倒産の認定については、労働者のうち1人が認定を受ければ、他の労働者が改めて認定を受ける必要はない。
（注意） 中小企業とは以下のいずれかに該当する事業主をいう。
資本金の額等が3億円以下又は労働者数が300人以下で、以下の業種以外の業種
資本金の額等が1億円以下又は労働者数が100人以下の卸売業
資本金の額等が5000万円以下又は労働者数が100人以下のサービス業
資本金の額等が5000万円以下又は労働者数が50人以下の小売業
4. 労働者が以下の日の6ヶ月前から1年6ヵ月が経過するまでの間にその事業を退職したこと（法第7条、令第3条）
事業が、破産、特別清算、民事再生、会社更生のいずれかの対象となった場合は、破産、特別清算、民事再生、会社更生の申立があった日
事実上の倒産の場合は、上記の労働基準監督署長の認定を求める最初の申請があった日
5. 未払い賃金の総額が2万円以上あること（法第7条、令第4条2項）
ここでいう賃金は、毎月1回支払われる賃金と退職金を意味する。いわゆる賞与、解雇予告手当や慰労金等の支給金の類は含まれない。また、役員の報酬も含まれない。

（注意）事業は、会社であっても、いわゆる個人経営であっても良い。
労働者には、会社の役員を含まない。したがって、取締役の報酬等は、立替払いの対象とならない。

## 賃金の立替払の手続

### 法的な整理が行なわれた場合
手続1
- 裁判所又は次に掲げる者から、下の1から6の事項について、労働者健康福祉機構の定めた書式による証明書を受ける（法7条、規則12条）（定められた書式に記載すれば、証明すべき事項を具備するようになっている。書式については、労働者健康福祉機構のHP[リンク切れ]を参照）

| 清算手続きの種類 | 証明をする者                                 |
| ---------------- | -------------------------------------------- |
| 破産             | 破産管財人                                   |
| 特別清算         | 清算人                                       |
| 民事再生         | 事業主（管財人が選任されている場合は管財人） |
| 会社更生         | 更生管財人                                   |
- 上の証明書を受けることができない場合は、労働基準監督署長から、次の事項の確認を受ける（法7条、規則12条、13条）

1. 破産、特別清算、民事再生、会社更生のいずれに該当するのかということと、それに該当することとなった日
2. 破産、特別清算、民事再生、会社更生の申立のあった日
3. 当該事業主が一年以上当該事業を行っていたこと
4. 退職の日（会社更生手続の場合は、退職の日と退職の事由）
5. 退職日における請求者の年齢
6. 未払いとなっている賃金と退職金の支払期日と支払期日ごとに支払われるべき額

手続2
- 労働者健康福祉機構に対して、未払い賃金の立替払いを請求する。
- この請求は、破産、特別清算、民事再生、会社更生の手続が開始された日の翌日から計算して2年間が経過するとできなくなる（規則17条3項）

手続3
- 労働者健康福祉機構が請求の内容が法令の要件を満たしていることを確認し、請求者が指定した金融機関の口座に立替払い金を振り込む。

### 事実上の倒産の場合
手続1
- 労働基準監督署で、その事業について、事業活動が停止し、再開する見込みがなく、かつ、賃金支払能力がないとの認定を受ける（法7条、規則2条1項4号、規則8条、9条）
- この認定のための申請書には、次の事項を記載して、申請をする者が働いていた事業場を管轄する労働基準監督署長に提出する（事業場を管轄する労働基準監督署と事業主の住所地を管轄する労働基準監督署が異なる場合は、申請書は事業主の住所地を管轄する労働基準監督署長宛に提出するが、この場合でも申請書の提出は、事業場を管轄する労働基準監督署長を経由して行なうことになっているので、現実には、申請書は働いていた事業場を管轄する労働基準監督署に提出する）（規則9条2項）

1. 申請者の氏名と住所
2. 事業主の氏名又は名称と住所
3. 事業場の名称と所在地
4. 退職の日
5. 事業活動の停止の状況、事業活動の再開の見込み、事業主の賃金支払能力

- 申請書には、原則として、上記5の事項を明らかにすることができる資料を添付しなければならない。もっとも、事業場の所在地を管轄する労働基準監督署長が認めた場合は、資料の添付は不要である（規則9条3項）
- この申請をすることができるのは、倒産した事業を退職した日の翌日から計算して6ヶ月以内に限られる（規則9条4項）
- 同一の事業で働いていた労働者のうち、誰か1人が認定を受ければ、再度認定を受ける必要はない。

手続2
- 労働基準監督署で、次の事項の確認を受ける

1. 事業主が一年以上その事業を行っていたこと
2. 退職の日（会社更生手続の場合は、退職の日と退職の事由）
3. 退職日における請求者の年齢
4. 未払いとなっている賃金と退職金の支払期日と支払期日ごとに支払われるべき額
5. 労働基準監督署長が事実上の倒産と認定した日
6. 認定を申請した日（複数の申請があった場合はそのうちの最初の日）

手続3
- 労働者健康福祉機構に対して、未払い賃金の立替払いを請求する。
- この請求は、手続1の認定を受けた日の翌日から計算して2年間が経過するとできなくなる（規則17条3項）

手続4
- 労働者健康福祉機構が請求の内容が法令の要件を満たしていることを確認し、請求者が指定した金融機関の口座に立替払い金を振り込む。

## 立替払いを受けることのできる金額
立替払いを受けることができるのは、退職日の6ヶ月前から、労働者健康福祉機構に立替払いを請求した日の前日までに支払期日が到来した、未払いの定期賃金および退職金の8割である。もっとも、この金額が、次の表の金額を超えるときは、表の金額に限られる（令4条）。
| 労働者の退職時の年齢 | 未払賃金総額の限度額 | 立替払いの上限額 |
| -------------------- | -------------------- | ---------------- |
| 30歳未満             | 110万円              | 88万円           |
| 30歳以上45歳未満     | 220万円              | 176万円          |
| 45歳以上             | 370万円              | 296万円          |

（注意）
労働者の受取っていた賃金が、その事業と同種の事業でその事業規模が類似のものが支払つている賃金の額等に照らし、不当に高額であると認められる場合、その不当に高額な部分については、立替払いの対象とならない（令4条2項、規則16条）。

## 立替払い後の処理
労働者は、労働者健康福祉機構から未払い賃金の立替払いを受けても、未払い賃金のうち、立替払いを受けることができなかった残額については、破産管財人、清算人、更生管財人、事業主に対して、支払を求めることができる。
労働者が賃金の立替払いを受けた場合、労働者健康福祉機構は、労働者に代わって、破産管財人や債務者等に対して、立替払いをした分の求償を求める。
労働者が国から弁済を受けた未払賃金で給与等に係るものは、所得税法上退職所得に該当する。

## 不正受給に対する制裁
偽りその他不正の行為によって、立替払いを受けた場合は、詐欺罪（刑法246条1項）にあたり、刑事責任を問われるほか、立替払金額の最大で2倍の金額の納付を命ぜられることがある（法8条1項）。